# Brianza (trein)
De Brianza is een internationale EuroCity-trein op het traject Milaan - Bellinzona. De trein is vernoemd naar Brianza, het gebied tussen Como en Monza.
De Brianza is een van de Eurocity-treinen tussen Italië en Zwitserland. Tussen 23 mei 1993 en 12 december 2009 werden deze EuroCities door Cisalpino worden geëxploiteerd.

## Route en dienstregeling
| EC 107 | land        | station         | km | EC 198 |
| ------ | ----------- | --------------- | -- | ------ |
|        | Zwitserland | Bellinzona      |    |        |
|        | Zwitserland | Giubiasco       |    |        |
|        | Zwitserland | Lugano          |    |        |
|        | Zwitserland | Mendrisio       |    |        |
|        | Zwitserland | Chiasso         |    |        |
|        | Italië      | Como            |    |        |
|        | Italië      | Seregno         |    |        |
|        | Italië      | Monza           |    |        |
|        | Italië      | Milano Centrale |    |        |